# Molho bechamel
O molho bechamel (do francês béchamel (pronúncia em francês: [beʃaˈmɛl])) é um molho que se obtém cozinhando farinha de trigo (ou amido de milho) em manteiga e depois diluindo essa mistura com leite.
Deve ter coloração marfim, aparência de creme e sabor sem gosto de farinha crua. Depois de cozido, deve ser temperado de acordo com os alimentos que vai acompanhar. O bechamel é ainda base de muitos outros molhos, sopas, cremes, recheios e suflés.
Segundo alguns, este molho teria sido criado por um jovem cozinheiro do século XIX, o francês Antoine Carême, considerado o primeiro chef-celebridade. No entanto, o nome béchamel pode ser alusivo a Louis Béchameil de Nointel, maître d'hotel do rei Luís XIV, que viveu dois séculos antes, havendo registros de que os molhos à base de creme de leite já existiam nesse tempo.
Embora muitas receitas não refiram à diferença entre este molho e o molho branco (a sua variedade mais simples), outras indicam claramente a necessidade de cozer bem a farinha na manteiga derretida antes de acrescentar o leite. Algumas receitas referem-se à necessidade de a farinha ser alourada, ou seja, levemente queimada, à maneira do roux, antes de se acrescentar o leite.